# Андаманска острва
Андаманска острва или Андамани представљају групу острва у Индијском океануизмеђу Бенгалског залива на западу и Андаманског мора на истоку. Део су индијске Савезне територије Андамани и Никобари. Порт Блер је главно насеље на Андаманима и административни је центар савезне територије. Андамани чине и посебан дистрикт унутар те савезне територије. Имају 314.084. становника (2001).

## Физичко-географска обележја
Има 576 острва у групи, од чега је 26 ненастањено. Најближа тачка се налази 547 km од Суматре. Дужина острвског ланца је 352 km, а ширина 51 km. Укупна површина Андамана је 6.408 km². Андамани су једино место у Индији са активним вулканима. На острву Барен је прорадио вулкан 1990—их након што је мировао готово два века. Ерупција се поновила у мају 2005. што експерти повезују са пост-цунамијским променама у тектонским плочама. Изоловани угашени вулкан Наркондам уздиже се 710 метара изнад мора на 114 km источно од Северног Андамана.

## Клима
Клима је типична тропска. Увек је топло, али уз присутност поветараца са мора. Падавине јако варирају од године до године, а често су велике разлике између блиских места. Обично је суво током југоисточних монсума, а влажно током југозападних монсума. Андаамани су кориштени као значајна метеоролошка осматрачка тачка, што је олакшавало пловидбу Индијским океаном. Прва метеоролошка станица је основана 1868.

## Историја
Андамани се први пут појављују у арапским документима. Марко Поло их такође бележи у својим путописима. Влада Бенгала је 1788—1789. покушала да успостави на Андаманима кажњеничку колонију. Прва колонија је успостављена на острву Чатам, где се данас налази Порт Блер. Због велике смртности и високих трошкова одржавања Андамани су напуштени 1796. Током прве половине XIX века домороци би нападали и убијали све који би покушали да се искрцају. Енглези су поново успоставили колонију у Порт Блеру 1868. Поново су болести односиле животе. Након сече шума и чишћења терена (1868. 1870) успостављено насеље се решило болестију. На Андаманима је 1901. било је 11.947 кажњеника, 140 британска војника, 300 индијских војника и 643 полицајца. Укупно је било 16.106 становника у насељу, организованом као кажњеничкој колонији. Било је то место, где су затварани истакнути чланови индијског покрета за независност. Јапан је окупирао Андамане током Другог светског рата. Током рата ту је 30. децембра 1943. први пут уз јапанску помоћ подигнута застава индијске независности. После рата Андамани постају поново британски, а затим 1947. део независне Индије. Цунами у Индијском океану 2004. је 26. децембра 2004. разарао обалу Андамана 10 метара високим таласима.